# Jeanne Granès

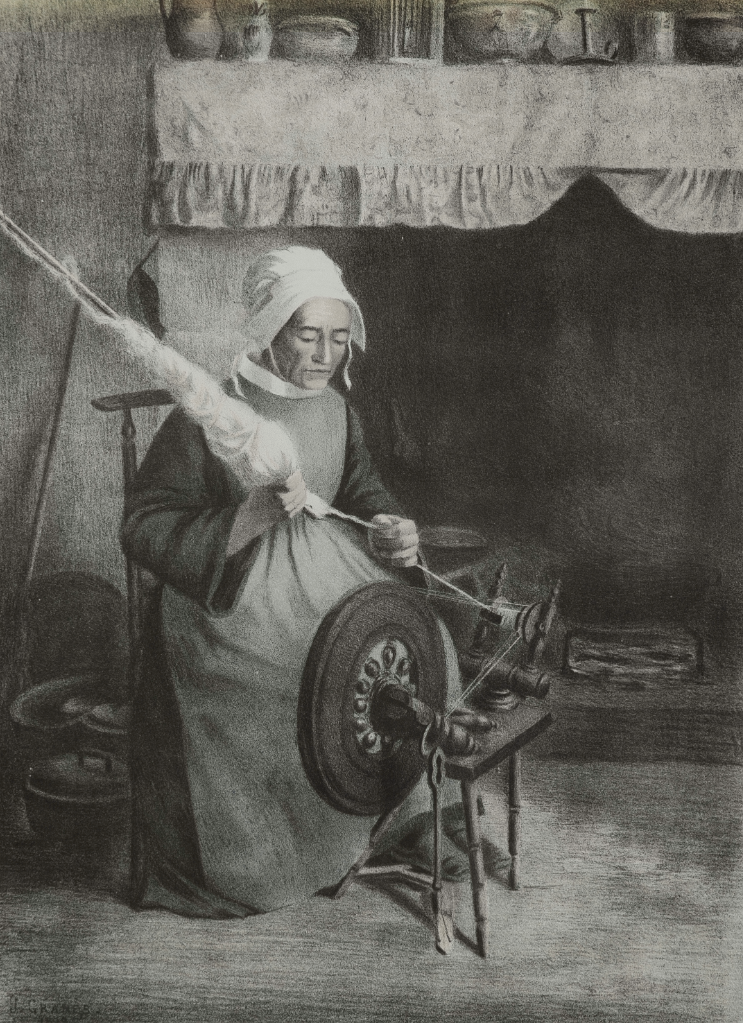
Jeanne Granès - L'Aïeule da L'Estampe moderne-1899

Jeanne Granès (Parigi, 11 giugno 1870 – Parigi, 22 marzo 1923) è stata una litografa, pittrice e disegnatrice francese. Fu femminista militante.

## Biografia
Jeanne Granès fu allieva di Adolphe Guillon (1829-1826) e di Émile Daumont; si unì alla Société des Artistes Français nel 1892.
Nell'ottobre 1897 partecipò alla prima esposizione degli artisti litografi francesi che si svolse alla Salle populaire des beaux-arts a Parigi: su 59 espositori, Jeanne fu notata dal giornale L'Aurore..
Il 13 giugno 1898, lo Stato acquistò 10 sue litografie; la sua litografia L'Aïeule, ispirata a un testo di Jean Kervadec, fu riprodotta sulla rivista L'Estampe moderne del 23 marzo 1899. Nel 1900 ricevette la medaglia di bronzo all'Esposizione universale.
Il 15 marzo 1901 fu nominata Ufficiale d'Accademia così poté dedicarsi all'insegnamento dell'arte.
Nel 1910 tenne conferenze sui monumenti di Parigi, presso l'associazione Marcelin Berthelot. Nello stesso anno dipinse un manifesto per l'ufficio turistico di Nîmes. A maggio, espose le sue opere al Salon des artistes français e ricevette la medaglia di terza classe per le sue incisioni.
Il 7 agosto 1913 Jeanne Granès sposò a Parigi Élie Barrau, funzionario del Ministero degli Interni: L'Écho d'Alger riferisce che la sua scuola era molto apprezzata dalla comunità algerina. Nello stesso anno ella espose al Salon des peintres orientalistes.
Poco prima della prima guerra mondiale, Jeanne fu costretta a lasciare Algeri a causa di una serie di calunnie sul suo "femminismo, il suo impegno sociale e il suo carattere forte", per degli articoli da lei pubblicati negli "Annali africani" nei quali affermava che le donne hanno gli stessi diritti degli uomini: scoraggiata, ritornò a Parigi dove ritornò a praticare l'insegnamento.
Non rinunciò alla militanza femminista avvicinandosi a Colette Reynaud e Louise Bodin, direttrice de La Voix des femmes, rivista settimanale socialista, femminista e pacifista fondata nel 1917 e chiusa nel 1921.
Dal 1919 Jeanne Granès si avvicinò al periodico Le Populaire, rivista settimanale di propaganda socialista e internazionalista di cui vendeva le mappe e i calendari illustrati nel suo studio di Parigi; si avvicinò anche al quotidiano L'Humanité.
Jeanne morì nel marzo del 1923 a Parigi per le complicazioni sopraggiunte a seguito di un intervento chirurgico: per sua volontà fu cremata e le sue ceneri trasportate al cimitero di Père-Lachaise.

## Opere
- Portrait de Mme de Graffigny, olio, 1896, Musée des beaux-arts de Nancy
- Nîmes, station hivernale, syndicat d'initiative, da Hubert Robert, manifesto litografico, 110 x 90 cm, Parigi, stampato dall' Établissements Minot, 1909 (Parigi, Cabinet des estampes, BnF)
- La Marseillaise, huile, da Isidore Pils, 1909, Municipio di Villenauxe-la-Grande
- Printemps des cœurs, olio, 1911-1912, Brest
- La Plage de Villers, olio, 1916, prefettura di Châlons-en-Champagne
- Portrait de Marcello Fabri, senza datazione